# Чхаидзе, Шура Мелитоновна
Шура Мелитоновна Чхаидзе (1923, Гурийский уезд, ССР Грузия — неизвестно, Ланчхутский район, Грузинская ССР) — колхозница колхоза имени Сталина Ланчхутского района, Грузинская ССР. Герой Социалистического Труда (1949).

## Биография
Родилась в 1923 году в крестьянской семье в одном из сельских населённых пунктов Гурийского уезда. После окончания местной начальной школы с конца 1930-х годов трудилась на чайной плантации в колхозе имени Сталина Ланчхутского района.
В 1948 году собрала 6510 килограммов зелёного чайного листа на участке площадью 0,5 гектара. Указом Президиума Верховного Совета СССР от 29 августа 1949 года удостоена звания Героя Социалистического Труда за «получение высоких урожаев сортового зелёного чайного листа и цитрусовых плодов в 1948 году» с вручением ордена Ленина и золотой медали «Серп и Молот» (№ 4570).
Этим же указом званием Героя Социалистического Труда были награждены труженицы колхоза имени Сталина Варвара Мелитоновна Чхаидзе и Евросия Герасимовна Чхаидзе.
За выдающиеся трудовые достижения по итогам работы в 1950 году награждена вторым Орденом Ленина.
После выхода на пенсию проживала в Ланчхутском районе. Дата смерти не установлена.
Награды
- Герой Социалистического Труда
- Орден Ленина — дважды (1949; 05.07.1951)